# 5716 Pickard
Az 5716 Pickard (ideiglenes jelöléssel 1982 UH) a Naprendszer kisbolygóövében található aszteroida. Edward L. G. Bowell fedezte fel 1982. október 17-én.